# Dorfkirche Jagow

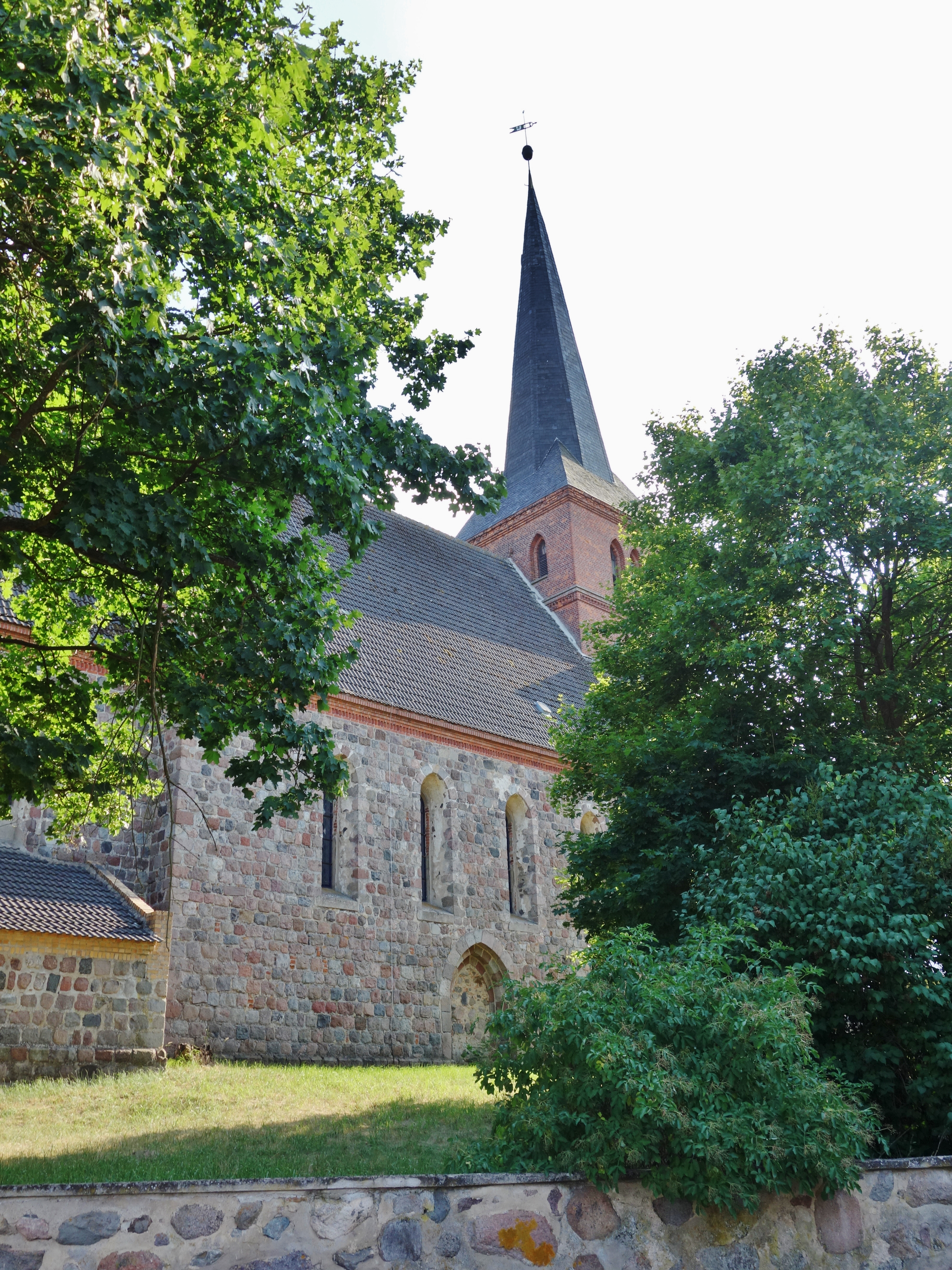
Dorfkirche Jagow

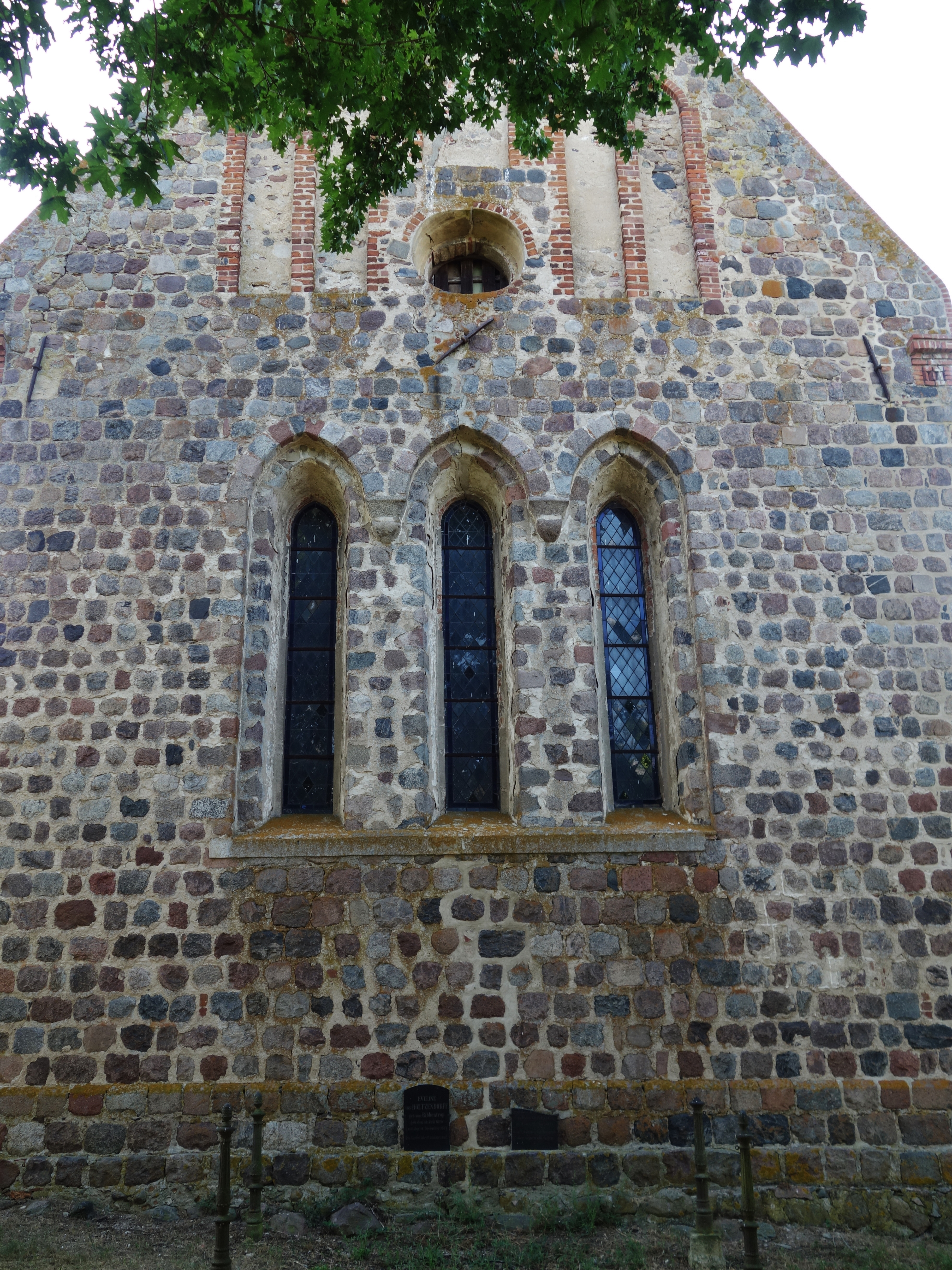
Ostwand

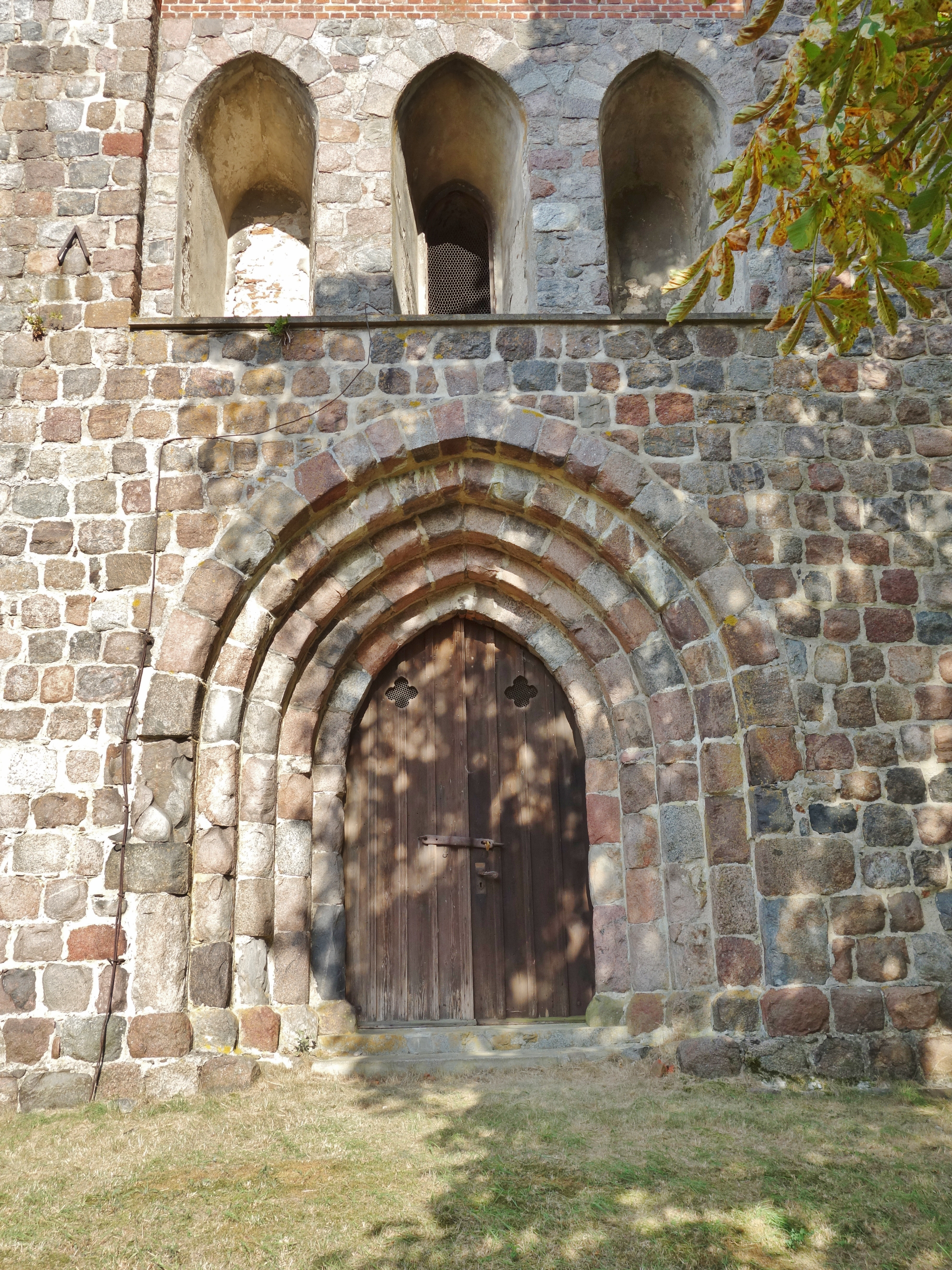
Westportal

Die evangelische Dorfkirche Jagow ist eine frühgotische Saalkirche im Ortsteil Jagow von Uckerland im Landkreis Uckermark in Brandenburg. Sie gehört zum Pfarrsprengel Dedelow-Schönwerder im Evangelischen Kirchenkreis Uckermark der Evangelischen Kirche Berlin-Brandenburg-schlesische Oberlausitz.

## Geschichte und Architektur
Die Kirche ist ein sehr großer, sorgfältig ausgeführter Feldsteinsaal mit eingezogenem Rechteckchor, Nordsakristei und über die Schiffsbreite hervortretendem Westturm aus der zweiten Hälfte des 13. Jahrhunderts. Nach Brand erfolgte in den Jahren 1888–1892 die Restaurierung und Errichtung des quadratischen Backsteinturmaufsatzes mit Spitzhelm. Die Westfront ist mit vierfach gestuftem Westportal gestaltet, darüber sind flache Spitzbogenblenden vom Ende des 19. Jahrhunderts angebracht; das Oberteil und der Giebelabschluss sind aus Backstein, darin sind drei kleine Spitzbogenöffnungen, Kreisfenster mit Maßwerk aus Kreisen und eine kleine Dreipassöffnung angeordnet. Auf der Südseite erschließen zwei zweifach gestufte Spitzbogenportale das Bauwerk, ein weiteres im Norden ist heute vermauert. Die Wände auf hohem Sockel mit Schräge sind mit Lanzettfenstern versehen. Die Chorfenster mit gestuftem Gewände sind zu Dreiergruppen zusammengefasst, in der Ostwand unter einer Dreierblende auf Konsolen (ähnlich wie in den Kirchen von Fürstenwerder, Bertikow, Brüssow). Im Giebel sind ansteigende Backsteinblenden um ein Kreisfenster angeordnet. Im Innern sind vom Triumphbogen allein die seitlichen Vorlagen erhalten.
Das Bauwerk ist offenbar bis zum Umbau gegen Ende des 19. Jahrhunderts weitgehend unverändert weiter benutzt worden. Umbauarbeiten im Innenraum wurden im Jahr 2012 vorgenommen.
Der Kirchhof ist mit einer Feldsteinmauer eingefriedet, das rundbogige Backsteinportal stammt aus dem 16./17. Jahrhundert.

## Ausstattung
Die einheitliche Ausstattung stammt vom Ende des 19. Jahrhunderts. Ein silbervergoldeter Kelch ist aus dem Jahr 1735 erhalten.
Die Orgel ist ein Werk von Wilhelm Sauer aus dem Jahr 1866 mit acht Registern auf einem Manual und Pedal.